# Villa des Grandes Terres
La villa des Grandes Terres est une villa gallo-romaine ainsi qu'un site archéologique situé à Beynost. Fouillé préventivement en 1999 à la suite de l'aménagement de la ZAC des Grandes Terres (reconversion de la friche de l'ancien supermarché Leclerc alors présent sur le site), rien de la villa (hormis un bassin réaménagé), n'est visible dans les années 2010.
Grâce aux fouilles, le plan et la chronologie de la villa ont ainsi pu être établis : d'une part la pars urbana et d'autre part la pars rustica. La villa semble avoir été active à l'époque tibérienne avec une moindre activité pour la pars urbana à la fin du Ier siècle. La pars rustica est elle active jusqu'au IVe siècle.